# Kočka na rozpálené plechové střeše
Kočka na rozpálené plechové střeše (anglicky Cat on a Hot Tin Roof) je divadelní hra Tennesseeho Williamse z roku 1955. Hra byla oceněna Pulitzerovou cenou. Byla již druhým dílem, za které Williams získal Pulitzerovu cenu, první oceněnou hrou byla Tramvaj do stanice Touha.
Psychologické drama je komponováno podle pravidel aristotelské poetiky (jednota místa, času a děje), má tři jednání a odehrává se v rezidenci pana Pollitta, který je milionář a vlastní nejrozsáhlejší plantáže ve státě. Umírá na rakovinu a jeho rodina se sešla na jeho „oslavě“ 65. narozenin. Hra se zaměřuje hlavně na příběh jižanské ženy Maggie, která chce probudit k životu svého apatického manžela Bricka-alkoholika, aby mohli dědit po umírajícím Polittovi.
Název hry se v ději hry několikrát opakuje jako metafora aktuálního životního pocitu Maggie a také hru zakončuje – „Co je vítězstvím pro kočku na rozpálené plechové střeše? – To kdybych věděla, asi aby tam vydržela co nejdéle …“

## Nástin děje

### První dějství
Dominující jsou dialogy Bricka Pollitta a jeho ženy Margarety. Brick je bývalým úspěšným fotbalistou, posléze fotbalovým reportérem, momentálně je zdrcen a stal se z něj alkoholik. S Margaretou (Maggie) se seznámili na univerzitě. Brick tehdy byl slavným fotbalistou a také pohledným mladým mužem a Maggie byla okouzlující chudá dívka.
Margareta se do Bricka zamilovala. Brick však trávil příliš času s přítelem Skipperem. Měl ke Skipperovi přátelský vztah, ovšem Skipper k němu homosexuální. Margareta Skippera prokoukla a on jí chtěl dokázat opak tím, že se s ní vyspí. Přitom ale poznal pravdu a telefonicky vyznal Brickovi lásku. Brick uraženě zavěsil a Skipper spáchal sebevraždu. Od té doby to šlo s Brickem z kopce, cítil vinu za kamarádovu smrt. Omrzela ho práce, k Margaretě cítil téměř nenávist a začal pít, aby zapomněl na smrt kamaráda i na zbytečnost svého života.
Margareta stále Bricka miluje, omlouvá jeho pití. Nechce Bricka opustit, i když on ji k tomu činy i slovy nutí. Nechce ho opustit nejen proto, že ho miluje, ale také proto, že tchán (Pollitt) je bohatý a její život je tedy pohodlný. Margareta zjistí, že tchán umírá na rakovinu; prezentovaná lékařská zpráva, podle níž má tchán jen zažívací obtíže, je lží. Čeká tedy, až manžel bude dědit. Snaží se dostat Bricka z alkoholismu, aby mohl dědit, protože jinak by dědictví mohlo přejít ke staršímu bratrovi Gooperovi a jeho ženě Mae (mají spolu pět dětí, zatímco Brick s Maggie jsou bezdětní). Gooper je úspěšný advokát a jako prvorozený syn by měl na majetek právo.

### Druhé dějství
Pollitt za Brickem přichází se zprávou, že je zdravý, protože nepravdivé lékařské zprávě uvěřil. Vypráví Brickovi, že Goopera s manželkou a dětmi nemá v lásce a že celý život měl rád jen Bricka.
Donutí Bricka, aby si přiznal, že pije kvůli vnitřní prázdnotě, tvrdí, že Brick si pocit viny jen nalhává. Brick má zlost, protože otec si myslí, že Brick Skippera miloval nejen jako přítele. Ve vzteku na otce křikne, že skutečně umírá na rakovinu. Otce to naprosto zdrtí.

### Třetí dějství
Gooper s Mae sdělují matce, že otec umírá na rakovinu a že chtějí hospodařit na otcových plantážích. Matka manžela velmi miluje a nic takového nechce připustit. Ví, že Pollitt miluje Bricka, a chce, aby po něm převzal starost o majetek. Margareta to ví také, a tak čeká na vhodnou příležitost, aby mohla říci, že je těhotná (i když to není pravda). Zamkne Brickovi bar a vyhrožuje mu, že dostane svůj alkohol jen tehdy, když se s ní vyspí. Bricka překvapila její rozhodnost a podvolil se jí.
Kočka na rozpálené plechové střeše je tak Maggie; chtěla zvítězit a nakonec také zvítězila.

## Filmové adaptace
- 1958 Kočka na rozpálené plechové střeše (anglicky Cat on a Hot Tin Roof) americký film. Režie: Richard Brooks, hrají: Elizabeth Taylorová (Maggie), Paul Newman (Brick), Burl Ives, Jack Carson, Judith Andersonová.
- 1984 Kočka na rozpálené plechové střeše (anglicky Cat on a Hot Tin Roof) americký televizní film. Režie: Jack Hofsiss, hrají: Jessica Langeová, Tommy Lee Jones, David Dukes, Rip Torn.